# Amomum xanthophlebium
Amomum xanthophlebium är en enhjärtbladig växtart som beskrevs av John Gilbert Baker. Amomum xanthophlebium ingår i släktet Amomum och familjen Zingiberaceae. Inga underarter finns listade i Catalogue of Life.